# Conferenza della famiglia francescana

Il logo della Conferenza della famiglia francescana

La Conferenza della famiglia francescana, istituita nel 1995 «per promuovere la comunione di vita nella famiglia francescana e di questa nella Chiesa», è stata eretta in persona giuridica dalla Congregazione per gli istituti di vita consacrata e le società di vita apostolica con decreto del 23 marzo 2004.

## Composizione
A norma dell'art. 2 dello statuto, sono membri della Conferenza:
- il ministro generale dell'Ordine dei frati minori (OFM)
- il ministro generale dell'Ordine dei frati minori conventuali (OFMConv)
- il ministro generale dell'Ordine dei frati minori cappuccini (OFMCap)
- il ministro generale del Terzo ordine regolare (TOR)
- il/la ministro generale dell'Ordine francescano secolare (OFS)
- il/la presidente della Conferenza francescana internazionale dei fratelli e delle sorelle del terzo ordine regolare (CFI-TOR)

ognuno dei quali designa, con validità triennale, un proprio delegato esecutivo.

## Scopi
«La Conferenza – salve sempre l'indole, l'autonomia e le competenze di ogni singolo ordine o istituto – si propone di:
- promuovere la conoscenza della storia e della spiritualità francescane e la testimonianza di esse nella pratica della vita quotidiana, nelle proprie iniziative, attività e istituzioni, in un fedele e costante servizio alla Chiesa, specialmente nella evangelizzazione e nella formazione di una cultura cristiana;
- mantenere un atteggiamento comune, per un più fruttuoso contatto, con la Santa Sede, con la gerarchia della Chiesa e gli altri istituti religiosi;
- promuovere e realizzare fraternamente la collaborazione nelle diverse iniziative e attività (ad es.: contemplazione, servizio pastorale, missione ad gentes, formazione iniziale e permanente, centri di studi superiori, programmi con i francescani non cattolici);
- promuovere e sostenere organismi e strutture comuni, con propri Statuti approvati dalla Conferenza, per la realizzazione delle finalità indicate nella precedente lettera c), in ambiti specifici e determinati;
- ravvivare continuamente lo spirito di fraternità per realizzare l’unum sint, divenendo segno e testimonianza di unità nella Chiesa e nel mondo;
- rappresentare la CFF presso la Santa Sede, altri ordini, istituti e organizzazioni in tutto ciò che riguarda le questioni comuni»[2].

## Documenti

### Magistero pontificio
- Lettera del Santo Padre Giovanni Paolo II alla Rev.da Sr. Carola Thomann, presidente di turno della Conferenza della famiglia francescana in occasione del pellegrinaggio a Roma della famiglia francescana per il Giubileo dell'anno 2000, 8 aprile 2000

### Lettere circolari
- Lettera in occasione del X anniversario della giornata di Preghiera per la Pace celebrata in Assisi, Pasqua 1996[3]
- "Riconciliati in Gesù Cristo". Prima lettera in occasione del Giubileo dell'anno 2000, 1997.
- "Cercare anzitutto lo Spirito del Signore e la sua santa operazione". Seconda lettera in occasione del Giubileo del 2000, 1º gennaio 1998
- "Padre Santo, per te stesso ti rendiamo grazie". Terza lettera in occasione del Giubileo del 2000, 1º gennaio 1999
- "Strumenti di pace"[collegamento interrotto]. Lettera in occasione della Pentecoste 2005, 15 maggio 2005.
- Lettera a sostegno di "Franciscans International"[collegamento interrotto], 15 maggio 2005
- http://www.db.ofmtn.pcn.net/ofmtn/files/ofs/S_Elisabetta_messaggio.pdf[collegamento interrotto]. Lettera in occasione dell'VIII Centenario della nascita di santa Elisabetta d'Ungheria, Langravia di Turingia, penitente francescana, 17 novembre 2006.
- "Vivere secondo il Vangelo" Archiviato il 26 ottobre 2015 in Internet Archive.. Lettera in preparazione all'VIII Centenario di approvazione della Regola, 29 novembre 2006.
- "Il suo ricordo brilla dolce nella memoria". Lettera alle Sorelle Povere dell'Ordine di Santa Chiara per la chiusura del 750º Anniversario del transito di Chiara d'Assisi.
- Lettera in occasione del XXV anniversario dello "Spirito di Assisi"[collegamento interrotto], 26 giugno 2011.

## Organismi e strutture comuni promosse o sponsorizzate
- Franciscans International (FI), organizzazione non governativa (ONG) con status consultivo generale presso le Nazioni Unite che opera sotto il patrocinio della Conferenza della Famiglia Francescana (CFF) e serve tutti i membri della Famiglia francescana, così come la comunità globale portando i valori spirituali, etici, e francescani presso le Nazioni Unite e le altre organizzazioni internazionali.

### Membri
- Sito ufficiale dell'Ordine dei frati minori, su ofm.org.
- Sito ufficiale dell'Ordine dei frati minori conventuali, su ofmconv.net.
- Sito ufficiale dell'Ordine dei frati minori cappuccini, su ofmcap.org.
- Sito ufficiale del Terzo ordine regolare di San Francesco, su francescanitor.org.
- Sito ufficiale dell'Ordine francescano secolare, su ciofs.org.
- Sito ufficiale della Conferenza francescana internazionale dei fratelli e delle sorelle del terz'ordine regolare, su ifc-tor.org.

### Organismi
- Sito ufficiale di Franciscans International, su franciscansinternational.org. URL consultato il 4 maggio 2020 (archiviato dall'url originale il 5 maggio 2016).